# 반역죄

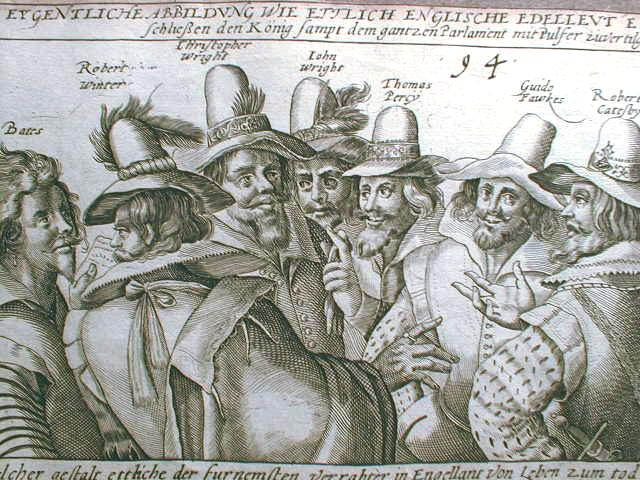
제임스 1세의 암살을 목적으로 한 화약 음모 사건의 주모자들을 그린 17세기 그림

반역죄(叛逆罪, 영어: treason)는 안보를 위협하는 행위를 하여 국가 또는 주권자를 배신하는 범죄이다. 반역죄는 충성을 바쳐야 할 국가 기관을 공격하는 범죄이다. 여기에는 일반적으로 모국에 대한 전쟁 참여, 정부 전복 시도, 적군 및 외국 세력을 위한 군대, 외교관 또는 비밀 기관을 염탐하거나 국가 원수를 살해하려는 행위가 포함된다. 반역을 저지른 사람은 법적으로 반역자로 알려져 있다.
역사적으로 영미법계 국가에서는 아내가 남편을 살해하거나 하인이 주인을 살해하는 등 특정 사회 상급자를 살해하는 경우에도 반역죄가 적용되었다. 자신의 군주에 대한 반역(즉, 불충성)은 대반역으로 알려졌고, 하급 상사에 대한 반역은 사소한 반역으로 알려졌다. 전 세계 관할권에서 사소한 반역죄가 폐지됨에 따라 "반역죄"는 역사적으로 대반역(high treason)을 의미하게 되었다.
때때로 반역자(traitor)라는 용어는 검증 가능한 반역 행위와 관계없이 정치적 별명으로 사용되기도 하였으며,  마찬가지로 반역자라는 용어는 열띤 정치적 토론에서 사용된다. 정치에서 승자가 패자를 비하하는 경우에도 사용된다. 일반적으로 정치적 반체제 인사나 유권자의 최선의 이익을 위해 행동하지 않는 것으로 인식되는 권력 있는 공무원에 대한 비방으로 사용된다. 어떤 경우에는 배후중상설과 같이 대규모 집단에 대한 반역죄 비난이 통일된 정치적 메시지가 될 수 있다.

## 같이 보기
- 반역
- 반란죄
- 간첩 행위
- 종북 간첩